# Dysdera borealicaucasica
Dysdera borealicaucasica är en spindelart som beskrevs av Peter Mikhailovitch Dunin 1991. Dysdera borealicaucasica ingår i släktet Dysdera och familjen ringögonspindlar. Inga underarter finns listade i Catalogue of Life.